# TheaterGemeinde Hamburg
Die TheaterGemeinde Hamburg  e.V.  ist eine Theaterorganisation mit Sitz in Hamburg. Mehr als 13.500 Personen nutzen die Angebote. Die Publikumsorganisation ist Mitglied im Bund der Theatergemeinden.
Die Gründung erfolgte 1984.
Satzungszwecke sind:
- Verständnis für Kunst und Kultur wecken, fördern und vertiefen
- Anregung zur Teilnahme an kulturellen Veranstaltungen.[3]

Seit 2008 ist Josef Steinky Geschäftsführer des Vereins, er war zuvor als selbstständiger Theateragent tätig. Dem ehrenamtlichen Vorstand gehören Günther Häger (seit 1984), Roswitha Kleinwächter (seit 2007), Birgit Mahn (seit 2021) und Winfried Wöhlke (seit 2021) an.

## Aktivitäten

### Abos
Aktuell bietet der Verein neun verschiedene Abotypen an und ermöglicht so seinen Mitgliedern vergünstigten Zugang zu zahlreichen Theater-, Konzert- und Opernaufführungen.

### Sonstige Veranstaltungen
Neben der reinen Kartenvermittlung richtet die TheaterGemeinde Hamburg auch eigene Veranstaltungen aus. Mehrmals im Jahr organisiert sie Konzerte im Großen und Kleinen Saal der Elbphilharmonie sowie weitere exklusive Kooperationen mit Hamburger Theatern und Konzertveranstaltenden. Daneben bietet der Verein ein zusätzliches Kulturangebot namens „KulturVorteil“ an, dass den Abonnentinnen und Abonnenten vergünstigte Eintrittspreise in Museen, Kinos und Einrichtungen der Bildenden Kunst ermöglicht.

### Mitgliederzeitschrift
Einmal im Monat von September bis Juni einer Spielzeit erscheint die Zeitschrift magazin, das allen Abonnentinnen und Abonnenten der TheaterGemeinde Hamburg zugeht. Darin befindet sich das Veranstaltungsangebot des entsprechenden Monats, aus dem die Mitglieder die Termine im Rahmen ihrer Abonnements auswählen können, sowie weitere Informationen und Artikel rund um das Hamburger Kulturleben.